# Soucy (Aisne)
Soucy é uma comuna francesa na região administrativa de Altos da França, no departamento de Aisne. Estende-se por uma área de 5,22 km². Em 2010 a comuna tinha 90 habitantes (densidade: 17,2 hab./km²).